# 29978 Arthurwang
29978 Arthurwang è un asteroide della fascia principale. Scoperto nel 1999, presenta un'orbita caratterizzata da un semiasse maggiore pari a 2,3082234 UA e da un'eccentricità di 0,1691858, inclinata di 2,85026° rispetto all'eclittica.